# Antarctic Adventure
Antarctic Adventure (яп. けっきょく南極大冒険, Кэккёку нанкёку дайбо:кэн) — відеогра жанра аркада гонки, озроблена та видана японською компанією Konami у 1983 році для компьютерів MSX. У 1984 році була перевидана для ігрової системи ColecoVision, а 22 квітня 1985 року — для NES. 7 серпня 2007 року стала доступна для Wii Virtual Console. Стала першою грою у трилогії пригод пінгвіна, надалі отримав ім'я Пента (яп. ペン太 або Пентаро яп. ペン太郎).

## Сюжет та геймплей

Кадр із гри на ColecoVision

Гра є подібністю аркадних гонок. Вигляд від третьої особи, з-за спини Пенти. Мета гри - допомогти пінгвіну обіжджати по периметру Антарктиду, від однієї полярної станції до іншої. Траса розбита на 10 етапів різної довжини та наростаючої складності. На проходження кожного етапу приділяється деякий час, якщо час закінчується раніше, ніж гравець досягає фінішу, гра закінчується. Наприкінці кожного етапу розташована полярна станція, при досягненні якої лунає переможна мелодія, і над станцією піднімається прапор країни, якій станція належить: Австралія, Франція, Австралія, Нова Зеландія, застава пінгвінів (відповідає по карті Південного полюса, на прапорі зображений) США, Аргентина, США, Великобританія, Японія . Між етапами на екрані з'являється карта, на якій відображено пройдений шлях і шлях, який ще потрібно пройти. Гра фактично нескінченна, після проходження всієї траси все починається заново  .
Крім обмеження за часом пінгвіну заважають численні перешкоди: ополонки, тріщини у льоду і тюлені, що виринають з-під води. При зіткненні з перешкодою Пента спотикається і стрибає якийсь час на одній нозі, втрачаючи при цьому час. Іноді з ополонок виринають рибки, а на трасі з'являються різнокольорові прапорці, і ті та інші приносять гравцю бонусні пункти. Крім того, мерехтливий прапорець дозволяє Пенте летіти над землею протягом кількох секунд. 

Етап пройдено!

## Історія
Antarctic Adventure стала однією з перших 5 ігор, випущених компанією Konami на MSX, першою - для ColecoVision і однією з перших двох (разом з Yie Ar Kung-Fu ) - для NES  .
Гра започаткувала трилогію, об'єднану одним персонажем — пінгвіном Пентою. У 1986 році на комп'ютерах MSX вийшла гра Penguin Adventure зі схожим геймплеєм, але з різноманітнішими ігровими локаціями, крім антарктичного ландшафту з'явилися пустелі, печери, русла річок і навіть підводні етапи. 24 листопада 2009 року Penguin Adventure стала також доступною для Wii Virtual Console . Заключна гра трилогії - Yume Penguin Monogatari, суміш платформера з Shoot'em up, була випущена ексклюзивно для NES 25 січня 1991  . Також три комплекти медалей були опубліковані в Tsurikko Penta в 1991 , Balloon Penta в 1996 , і Imo Hori Penta в 1997 , і, нарешті, Penta no Tsuri Bōken був запущений Мобільні телефони на 7 травня 2003  . У СРСР гра неофіційно портована на БК0010 під назвою "Кур'єр".
Крім того, Пента є одним з можливих персонажів у Shoot 'em up іграх серії Parodius : Parodius на Game Boy, Gokujyou Parodius: Deluxe Pack на PlayStation і Sega Saturn, Gokujou Parodius на SNES, Jikkyou Oshaberi Parodius на PlayStation, Sega Satur Sexy Parodius на PlayStation і SEGA Saturn та Parodius Portable на PSP .
Єдина мелодія, що звучить у грі, — вальс « Ковзанярі » французького композитора XIX—XX століть Еміля Вальдтейфеля .

## Критика
Присвячений комп'ютерним іграм сайт The Video Game Critic поставив версії Antarctic Adventure на ColecoVision 42 бали зі 100, назвавши гру забавною та красиво оформленою, але одноманітною та швидко набридливою. У мінус грі було також поставлено музичний супровід, що складається з однієї мелодії, що повторюється  . На сайті MobyGames гра оцінена в 3,2 бала з 5, найвища оцінка поставлена графіці, найнижча - музиці та сюжету гри  .